# Walter Mikron
O Walter Mikron é um motor aeronáutico de quatro cilindros em linha invertido.

## Desenvolvimento
Desenvolvido na Checoslováquia no início da década de 1930, o motor teve um uso limitado no final da década de 1930 e início da década de 1950. Na década de 1980 um lote inicial de motores foi reconstruído pela Aerotechnik Moravska Trebova para uso em motoplanadores L-13 Vivat. A empresa Aerotechnik foi posteriormente adquirida pela Parma Technik e a produção foi retomada em 1999, sob um novo nome, na mesma fábrica. O motor é utilizado em ultraleves, aeronaves leves desportivas e experimentais.
A produção é de cerca de 20 a 30 motores por ano (2014).

## Variantes
Mikron I
Versão inicial de produção, desenvolvendo 50 hp. 
16 motores produzidos em 1935.
Mikron II
O Mikron II, lançado em 1936, tinha um cilindro com diâmetro de 88 mm e um deslocamento de 2,336 L, desenvolvendo 60 hp a 2.600 rpm (máxima contínua) e 62 hp a 2.800 rpm por curtos períodos. Após um hiato na produção durante a Segunda Guerra Mundial, a produção foi retomada em 1948, quando o Micron III entrou em produção. Um total de 421 Mikron II foram produzidos.
Mikron III
Com um deslocamento de 2,44 L, taxa de compressão de 6:1, produz 48,5 kW a 2.600 rpm.
Introduzido em 1945, tendo sido produzidos 103 motores entre 1948-50. Estes motores foram utilizados no Praga E-114 Air Baby.
Mikron IIIS
Na década de 1980 a empresa Aerotechnik em Moravska Trebova havia coletado 56 motores da produção pós-guerra. Os motores foram reconstruídos, com novos pistões e um carburador JIKOV SOP 40L.
O motor foi utilizado nos motoplanadores L-13 Vivat.
Mikron IIIA
Motores produzidos pela Aerotechnik entre as décadas de 1980 e 1990. Nova cabeça de cilindro com uma aleta adicional de resfriamento e bielas modificadas. O restante era idêntico ao IIIS.
Mikron IIIB
Versão melhorada do Mikron IIIA desenvolvendo 75 hp a 2.750 rpm por 5 minutos e potência máxima contínua de 69 hp, com um deslocamento de 2,44 L, taxa de compressão de 7.2:1, diâmetro do cilindro de 90 mm, curso de 96 mm e peso líquido de 69 kg.
Praticamente idêntico ao IIIA, exceto na taxa de compressão. O motor inicialmente utilizava cabeças de cilindro da versão A. Após alguns problemas de quebra, novas cabeças de cilindro B foram desenvolvidas pela Parma Technik.
Mikron M IIISE, AE, BE
Motores equipados com alternador e motor de arranque.
Mikron IIIC
80 hp a 2.800rpm, com um deslocamento de 2,7 L, 93,3 mm de diâmetro de cilindro e curso de 96 mm.
Versão desenvolvida pela Parma Technik para ultraleves e aeronaves experimentais.

## Aplicações
- Aerolab LoCamp
- Réplica do Avia BH-1
- Alaparma Baldo
- Ambrosini Rondone (protótipo)
- Avions Fairey Belfair
- Avions Fairey Junior
- B&F Fk131 Bücker Jungmann
- Bücker Bü 180
- Chrislea Airguard
- Currie Wot
- GM&T International Pretty Flight
- Gribovsky G-10
- Gribovsky G-22
- Isaacs Fury
- Jodel D11
- Johansen CAJO 59
- Koolhoven F.K.53
- L-13 SE Vivat
- L-13 SW Vivat
- Lemberger LD20b
- Luton Major
- LWD Żak
- Praga E.114
- Podesva Trener
- RWD-16
- RWD-21
- RWD-23
- Rogožarski SIM-VI
- Rogožarski SIM-VIa
- Skandinaviska Aero BHT-1 Beauty
- Tipsy B
- Utva Trojka
- Zlín Z-XII

## Galeria

Walter Mikron
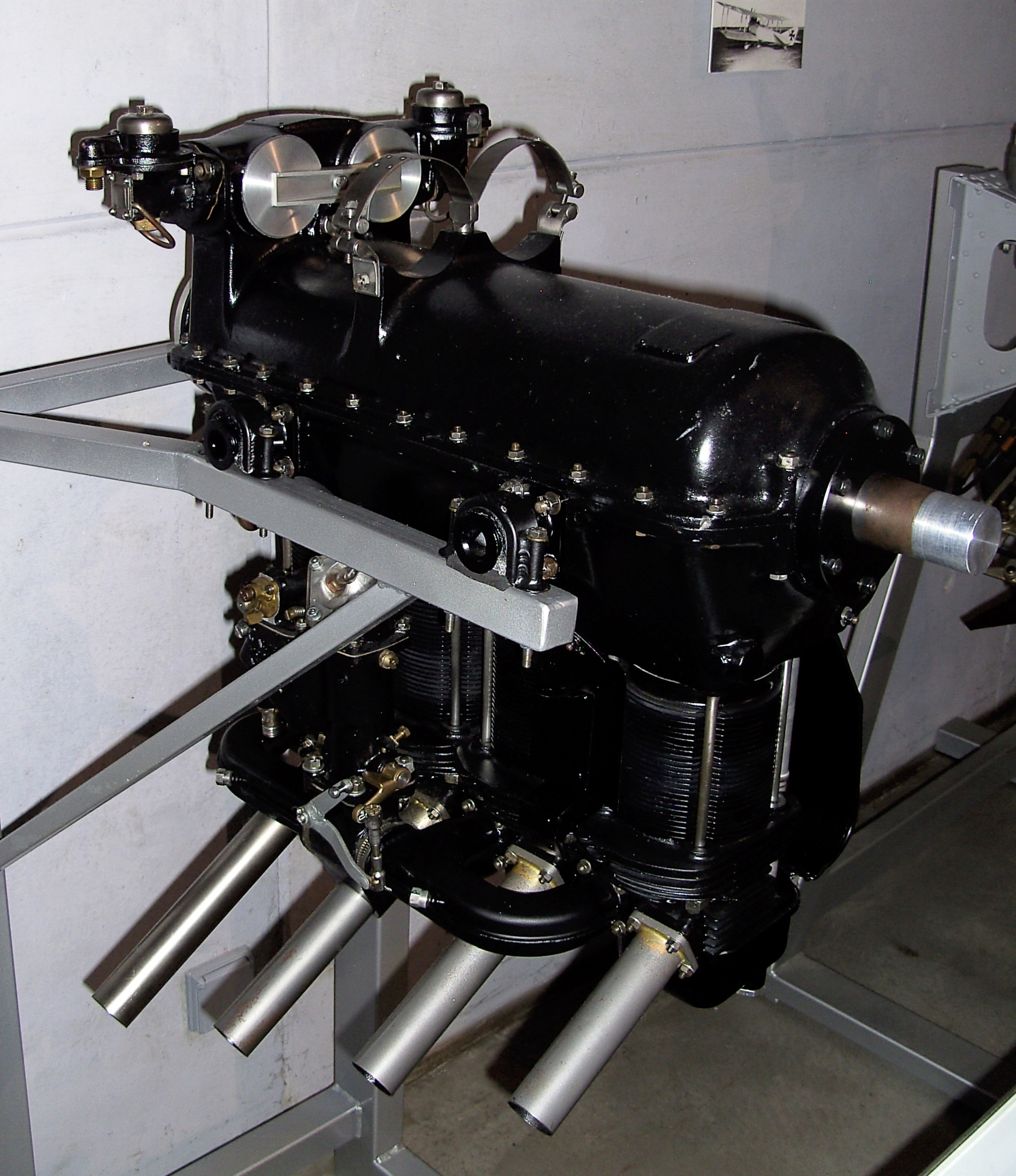
Um Walter Mikron II no Deutsches Museum Flugwerft Schleissheim
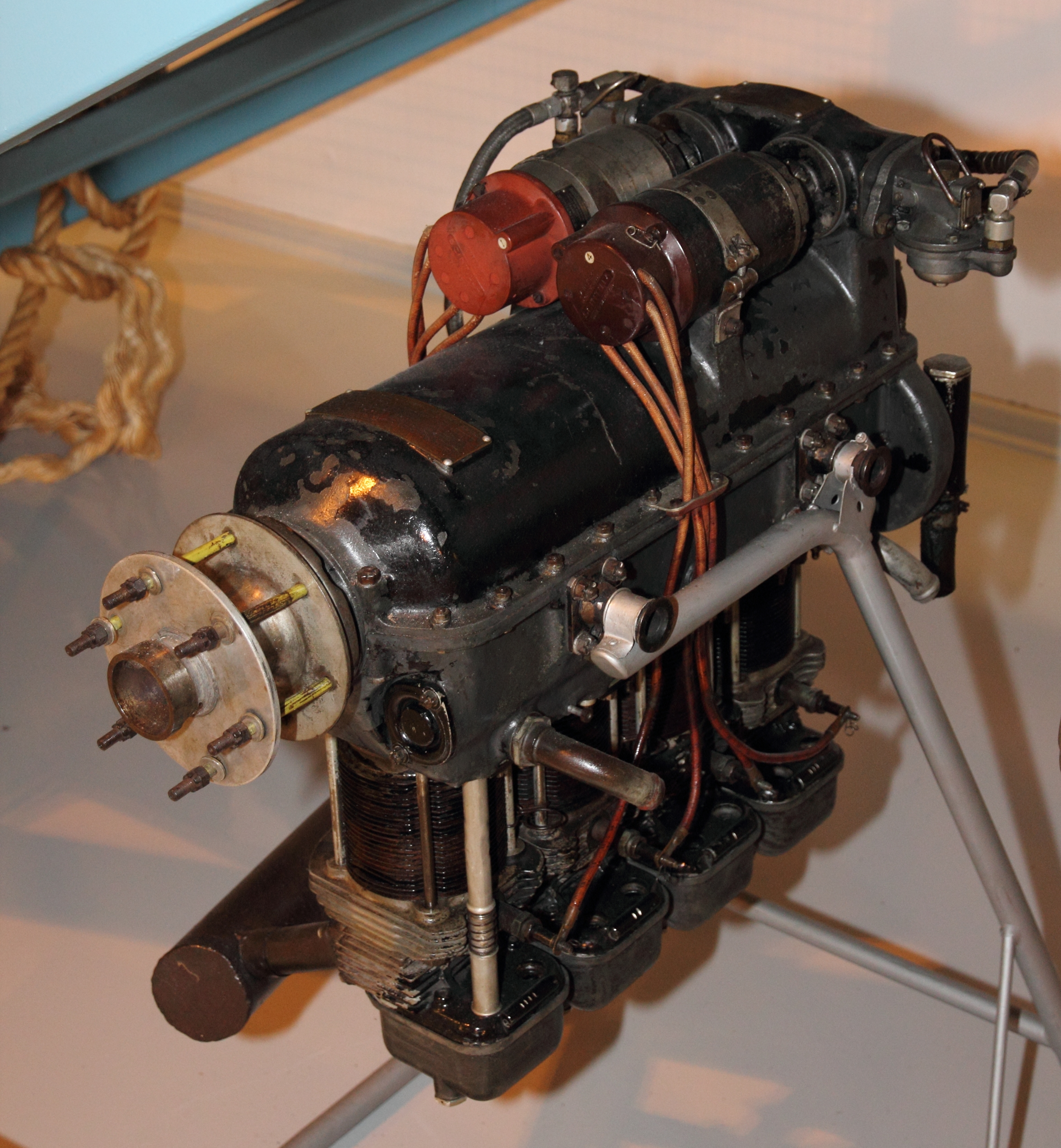
Um Walter Mikron II de um Tipsy Trainer, matrícula OH-SVA (ex-G-AFJT) no Museu de Aviação da Finlândia Central (em finlandês: Keski-Suomen ilmailumuseo).
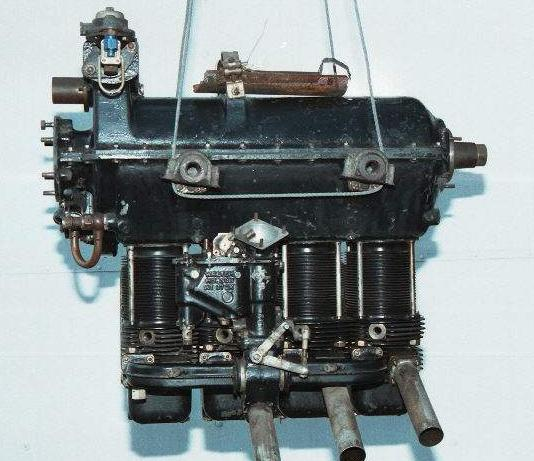
Um Walter Mikron II
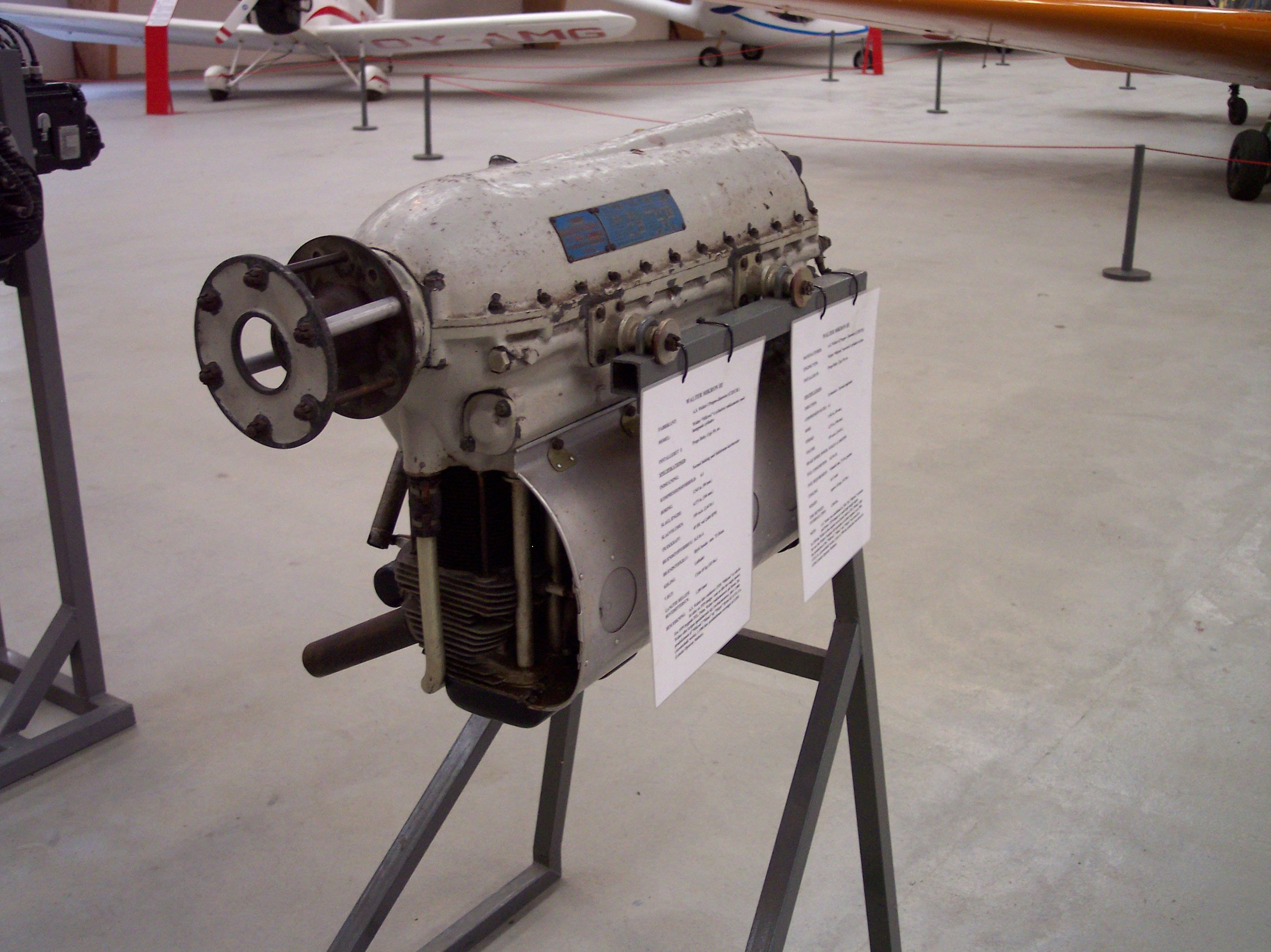
Um Walter Mikron III